# Furesø (općina)
Furesø je općina u danskoj regiji Hovedstaden.

## Zemljopis
Općina se nalazi u sjevernom dijelu otoka Zelanda, sjeverno od glavnog rada Danske Kopenhagena, prositire se na 56,68 km2.

## Stanovništvo
Prema podacima o broju stanovnika iz 2010. godine općina je imala 38.232 stanovnika, dok je prosječna gustoća naseljenosti 674,52 stan/km2. Središte općine je grad Værløse, a najveći Farum.

### Naselja
| Naselja u općini |               |                    |
| Br.              | Naselje       | Stanovnika (2010.) |
| 1.               | Farum         | 18.631             |
| 2.               | Værløse       | 12.729             |
| 3.               | Hareskovby    | 3.602              |
| 4.               | Jonstrup      | 1.193              |
| 5.               | Kirke Værløse | 1.001              |

## Vanjske poveznice
- Službena stranica općine  Arhivirana inačica izvorne stranice od 23. travnja 2007. (Wayback Machine)